# 티스사이드

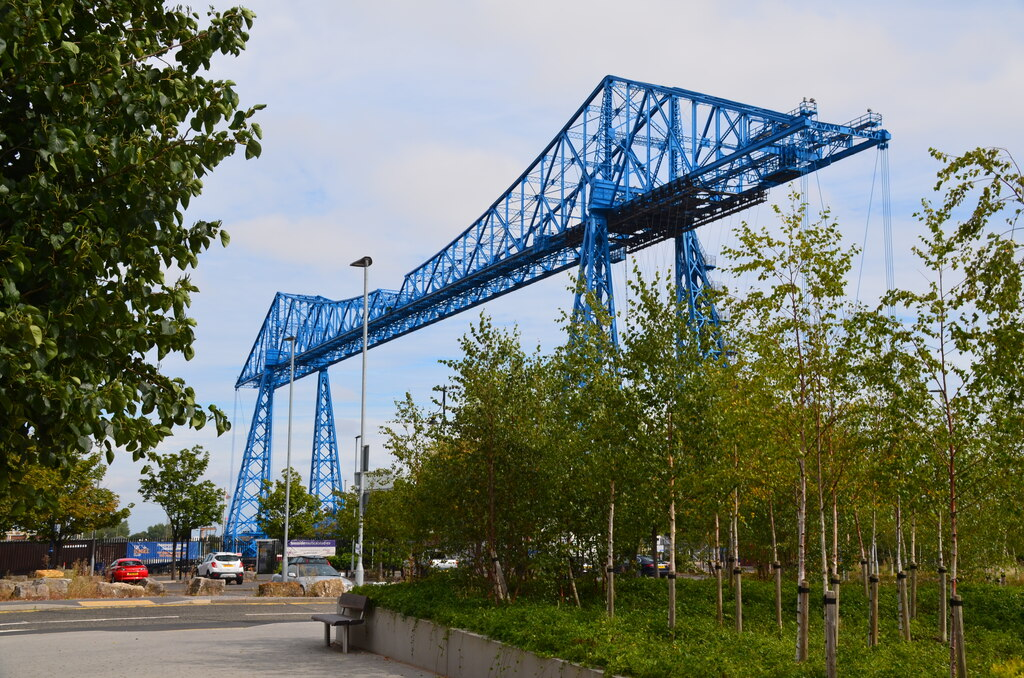

티스사이드(Teesside)는 노스이스트잉글랜드 티스강 주변의 도시 지역이다. 더럼주와 노스요크셔주의 경계에 걸쳐 있으며, 미들즈브러, 스톡턴온티스, 레드카, 클리블랜드 자치구에 걸쳐 있다. 2011년 기준, 영국에서 18번째로 큰 도시 지역이었다. 달링턴과 하틀풀 자치구를 포함하는 더 넓은 티스 밸리 지역의 일부를 형성한다.
티스사이드의 도시로는 미들즈브러, 스톡턴온티스, 빌링엄, 레드카, 손나비온티스, 잉글비 바윅 등이 있다. 지역 경제는 20세기 후반 탈산업화되기 전까지 중공업이 주도했다.

## 가공 산업
티스사이드 산업은 영국 북동부 공정 산업 클러스터(NEPIC)의 원자재 및 통합 화학 생산업체가 주도하고 있다. 이 회사들은 윌튼, 빌링엄, 실 샌즈에 위치한 세 곳의 대규모 화학 사업장을 기반으로 한다. 이들은 석유화학 제품, 원자재 화학 제품, 비료, 폴리머 등의 제품을 생산한다.